# Älvessjön, Hälsingland
Älvessjön är en sjö i Hudiksvalls kommun i Hälsingland och ingår i Delångersåns huvudavrinningsområde. Sjön är 10 meter djup, har en yta på 0,463 kvadratkilometer och befinner sig 146,2 meter över havet. Sjön avvattnas av vattendraget Lumpån.

## Delavrinningsområde
Älvessjön ingår i det delavrinningsområde (686332-152790) som SMHI kallar för Utloppet av Älvessjön. Medelhöjden är 175 meter över havet och ytan är 3,58 kvadratkilometer. Räknas de 15 avrinningsområdena uppströms in blir den ackumulerade arean 48,46 kvadratkilometer. Lumpån som avvattnar avrinningsområdet har biflödesordning 3, vilket innebär att vattnet flödar genom totalt 3 vattendrag innan det når havet efter 69 kilometer. Avrinningsområdet består mestadels av skog (75 procent). Avrinningsområdet har 0,46 kvadratkilometer vattenytor vilket ger det en sjöprocent på 12,8 procent.